# Carlo Favale
Carlo Favale (Torino, 16 marzo 1880 – Torino, 3 aprile 1932) è stato un dirigente sportivo italiano, quinto presidente della Juventus.

## Biografia
Favale, studente del liceo classico Massimo d'Azeglio, fu tra i soci fondatori della Juventus, di cui assunse la presidenza nel 1901. Sotto la sua presidenza entrarono nel club i primi giocatori stranieri.
La Juventus disputò sotto la sua presidenza la stagione 1902 giocando nel girone piemontese con altre tre squadre torinesi, Torinese, Audace Torino e Ginnastica Torino, il girone eliminatorio del quinto campionato di calcio ma, alla fine, dovette cedere il passo al Torinese.
Durante la sua gestione, per la terza volta consecutiva, gli juventini vinsero la Coppa del Ministero della Pubblica Istruzione.
Lasciò la guida della società a Giacomo Parvopassu nel 1902 a causa degli impegni di studio.